# Mary Barkas
Pour les articles homonymes, voir Barkas.
Mary Rushton Barkas (7 septembre 1889 - 17 avril 1959) est une psychiatre et praticienne hospitalière néo-zélandaise. Elle travaille à Londres après ses études, d'abord au Bethlem Royal Hospital, puis au Maudsley Hospital et finit sa carrière à Lincoln. Elle prend sa retraite à Tapu en Nouvelle-Zélande.

## Biographie
Mary Rushton Barkas naît à Christchurch, fille de Frederick Barkas, qui travaillait à la New Zealand Loan and Mercantile Agency Company, et d'Amy Barkas née Parker. Elle fait ses études secondaires au lycée de filles de Christchurch. Elle s'inscrit au Victoria University College à Wellington, où elle obtient son diplôme de sciences (BSc) en 1908 et un master (MSc) en 1910. Elle poursuit ses études au King's College de Londres,,. Elle fait des études de médecine au St Mary's Hospital et à la London School of Medicine for Women, et elle obtient son diplôme en 1918. Elle poursuit sa formation à Vienne, en 1922 avec Otto Rank.

### Carrière
Mary Barkas prend ses fonctions en 1919 au Bethlem Royal Hospital, puis travaille comme psychiatre de 1923 à 1927, au Maudsley Hospital. Elle s'intéresse particulièrement à la psychiatrie organique, la psychanalyse et la pédopsychiatrie et elle a décrit l'hôpital comme un « abri et un refuge » qui offrait « une protection et une satisfaction complète de tous les besoins »,. Elle est nommée chef de service en 1928 au Lawn Hospital de Lincoln,.

### Retraite en Nouvelle-Zélande
Mary Barkas prend sa retraite en Nouvelle-Zélande et s'installe à Tapu,,. En 1937, elle publie Wages for Wives qui remettait en question les vues stéréotypées sur les travailleuses en Nouvelle-Zélande,. Mary Barkas meurt à Tapu (Nouvelle-Zélande) le 17 avril 1959 et est incinérée au cimetière de Purewa le 20 avril,,.